# La insurrección que viene

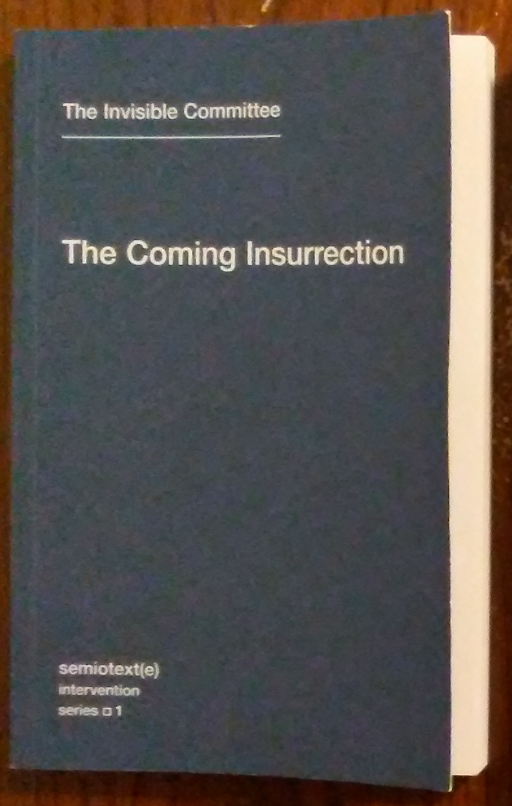

La insurrección que viene es un ensayo francés publicado en el año 2007 que hipotetiza el inminente colapso de la cultura capitalista. Fue escrito por El Comité Invisible, un grupo anónimo de colaboradores presuntamente conformado por los nueve de Tarnac. La identidad real de su o sus autores es controvertida. La policía francesa atribuye el libro a Julien Coupat, acusado de sabotaje de un tren. El libro fue publicado por la editorial francesa La Fabrique.

## Resumen
El libro está dividido en dos partes. La primera aborda un diagnóstico completo de la totalidad de la civilización capitalista moderna, moviéndose a través de lo que el Comité Invisible identifica los "siete círculos" de alienación: "el yo, las relaciones sociales, el trabajo, la economía, la urbanidad, el entorno, y el espacio civilizado". La última parte del libro comienza por ofrecer una prescripción para la lucha revolucionaria basada en la formación de comunas, o grupos de afinidad, en una red de trabajo secreta que construirá sus fuerzas fuera de la política convencional, y atacará en momentos crisis –política, social, ambiental– para impulsar una revolución anticapitalista. La insurrección visionada por el Comité Invisible girará en torno a "la apropiación local del poder por la gente, del bloqueo físico de la economía y de una aniquilación de las fuerzas policíacas".
El libro apunta a la crisis financiera de finales de 2000 y al impacto ambiental como síntomas del decline del capitalismo. También son discutidas la Crisis económica argentina (1999-2002) y el movimiento piquetero que emergió de ella, los Disturbios de Francia de 2005 y las protestas estudiantiles de 2006 en Francia, el Conflicto magisterial de Oaxaca del 2006 y el trabajo de ayuda en Nueva Orleans después del Huracán Katrina como ejemplos de desglose en el orden social moderno que pueden dar nacimiento a situaciones insurreccionales parciales.
El libro fue adaptado al teatro por una compañía belga.

## Influencias
Algunos de los nueve de Tarnac estuvieron envueltos en la producción de Tiqqun, una revista francesa radical de filosofía impresa entre 1999 y 2001. Tiqqun se desarrolló dentro de una tradición de intelectuales franceses radicales que incluye a Michel Foucault, Georges Bataille, la Internacional Situacionista y Gilles Deleuze y Félix Guattari. El libro traza la influencia del trabajo de estos filósofos, y también, más notablemente, las nociones de Giorgio Agamben de la singularidad y el ser-en-común, y la ontología de Alain Badiou del acontecimiento y de los procedimientos de verdad. Su análisis de la civilización capitalista está claramente conformada por la noción de biopoder de Foucault y Agamben, la sociedad del espectáculo de Guy Debord, y el concepto de Imperio de Antonio Negri y Michael Hardt. La estrategia revolucionaria desarrollada en la última parte del libro es cercana en algunas maneras a la estrategia de "éxodo" o "secesión" expuesta por varios marxistas autonomistas como Antonio Negri y Jacques Camatte, así como influenciada por el concepto de máquina de guerra de los trabajos de Deleuze y Guattari.